# أغاتانغيلوس تسيريبيديس
أغاتانغيلوس تسيريبيديس (باليونانية: Αγαθάγγελος Τσιριπίδης)‏ (مواليد 4 مايو 1963) هو ملاكم يوناني، مثّل بلاده في الألعاب الأولمبية الصيفية 1996.

## روابط خارجية
أغاتانغيلوس تسيريبيديس على موقع أوليمبيديا (الإنجليزية)